# Gare du TOEC
La gare du TOEC (dite aussi station Le TOEC), est une halte ferroviaire française de la ligne de Saint-Agne à Auch, située à cheval sur les quartiers du TOEC de la Cépière, quartiers de la ville de Toulouse, dans le département de la Haute-Garonne en région Occitanie. 
Elle est mise en service en 2003 par la Société nationale des chemins de fer français (SNCF).
C'est un point d'arrêt sans personnel de la SNCF, exploité dans le cadre de la ligne C du réseau de transports en commun de Toulouse, desservi par des trains TER Occitanie.

## Situation ferroviaire
Établie à 146 mètres d'altitude, la halte du TOEC est située au point kilométrique (PK) 10,896 de la ligne de Saint-Agne à Auch, entre les gares de Toulouse-Saint-Cyprien-Arènes et de Lardenne. Sur un tronçon intégré dans le réseau urbain des Transports en commun de Toulouse.

## Histoire
La « station du TOEC » est mise en service le 1er septembre 2003 par la Société nationale des chemins de fer français (SNCF), lorsqu'elle ouvre à l'exploitation la ligne C du réseau de transports en commun de Toulouse. Cette ouverture est réalisée sur le tronçon entre Arènes et Colomiers qui a bénéficié d'un doublement des voies de la ligne de Saint-Agne à Auch. Cela permet la création d'une ligne de desserte urbaine au service cadencé à « un train par demi-heure à horaire fixe ».
Elle est située dans le quartier du TOEC. Cet acronyme désigne le Toulouse olympique employés club, club sportif qui a donné son nom au quartier du TOEC, situé sur la rive gauche de la Garonne. Comme d'autres gares de la ligne elle est alimentée par des panneaux photovoltaïques.

## Fréquentation
En 2014, selon les estimations de la SNCF, la fréquentation annuelle de la gare était de 4 156 voyageurs, hors ligne C.
De 2015 à 2020, selon les estimations de la SNCF, la fréquentation annuelle de la gare s'élève aux nombres indiqués dans le tableau ci-dessous hors ligne C :
| Année                          | 2015  | 2016  | 2017  | 2018  | 2019  | 2020  | 2021  | 2022  | 2023  |
| ------------------------------ | ----- | ----- | ----- | ----- | ----- | ----- | ----- | ----- | ----- |
| Voyageurs seuls (hors ligne C) | 3 717 | 3 435 | 3 025 | 3 553 | 5 295 | 5 366 | 4 022 | 5 100 | 7 134 |

## Service des voyageurs

### Accueil
Halte SNCF c'est un point d'arrêt non géré (PANG) à entrée libre. Elle est équipée d'automates pour l'achat de titres de transport.

### Desserte
Le TOEC est desservie uniquement par les trains omnibus de la ligne C entre les stations de Toulouse-Saint-Cyprien-Arènes et de Colomiers — SNCF, à raison de 22 allers-retours par jour en semaine, cadencés à la demi-heure en heures de pointe et à l'heure en heures creuses. Le temps de trajet est d'environ trois minutes depuis Arènes et onze minutes depuis Colomiers.

### Intermodalité
Elle est desservie par des bus Tisséo de la ligne L2 du réseau des Linéo de Toulouse.